# Dzhanokmenia demakovi
Dzhanokmenia demakovi är en stekelart som först beskrevs av Kostjukov 1978.  Dzhanokmenia demakovi ingår i släktet Dzhanokmenia och familjen finglanssteklar. Inga underarter finns listade i Catalogue of Life.